# Mildred Mansel
Mildred Mansel (Wandsworth, 6 luglio 1868 – Arundel, 11 marzo 1942) è stata un'attivista inglese.
Mildred Mansel, o in modo più completo Mildred Ella Mansel, è nata Guest ed è stata una suffragetta inglese. Venne incarcerata almeno due volte per le sue proteste in favore delle donne e contro la guerra.

## Biografia

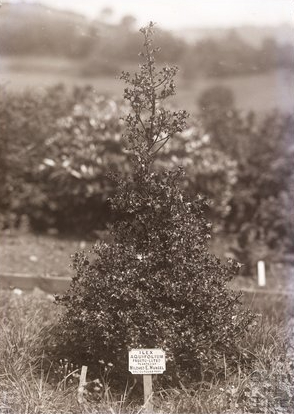
Il piccolo albero messo a dimora da piantato da Mildred Mansel nel giardino di Eagle House nel 1910

Mildred Ella Mansel nacque in una famiglia importante e impegnata politicamente anche se di idee diverse. Era figlia di Adeline Chapman, sostenitrice del suffragio femminile e del suo primo marito, Arthur Guest, che era del partito liberale e un convinto anti-suffragette. Si sposò nel 1888 con il colonnello John Delalynde Mansel dal quale prese il cognome e da lui ebbe tre figli, due femmine e un maschio. Nel 1909, Mansel era diventata membro della Women's Social and Political Union e fu arrestata durante la marcia per il Bill of Rights allargato alle donne del 29 giugno 1909 con Evelina Haverfield ed Emmeline Pankhurst mentre cercavano di entrare nella Camera dei Comuni e presentare una petizione a al primo ministro Herbert Henry Asquith. Nel 1910 divenne l'organizzatrice della Bath WSPU e nello stesso anno ne fondò anche una sezione a Yeovil. Nel 1911 organizzò la Bath WSPU Census Evasion e fece in modo che le manifestanti per il suffragio potessero passare la notte Bath eludemdo il censimento e quindi rovinare le statistiche sulla popolazione raccolte dai funzionari governativi per il censimento del 2 aprile 1911. In totale trentasei donne elusero il censimento, tra cui Mary Blathwayt, un'altra importante suffragetta di Bath. Il 6 aprile 1911, il Bath Chronicle pubblicò un ampio resoconto sugli eventi. Mansel aveva invitato una giornalista a intervistarla per mostrargli dove si sarebbe verificata l'evasione prima che questa avesse luogo. La giornalista incontrò la signora Mansel a Bath e insieme camminarono verso casa parlando di come voleva dimostrare quale motivazione inconfutabile avessero le suffragette. Mansel fu fondamentale per la campagna per il suffragio femminile a Bath. Oltre a scrivere spesso per il Bath Chronicle, le riunioni che presiedeva regolarmente per la sezione Bath WSPU venivano qausi sempre riportate e le sue attività, come la guida di numerose dimostrazioni all'interno della città, venivano anche riconosciute. Oltre all'evasione del censimento, Mildred Mansel era una sostenitrice dell'evasione fiscale. Nello stesso anno del Census Evasion, Mansel guidò una manifestazione presso una casa d'aste di Bath per promuovere queste tattiche. Nel 1910 intanto Mansel aveva messo a dimora un albero all'arboreto commemorativo vivente di Blathwayt per la causa del suffragio femminile presso Eagle House a Bath, e questo insieme a molti altri alberi piantati dalle suffragette che lo avevano visitato, tra cui le Pankhurst. L'arboreto è stato distrutto ma la sua targa è sopravvissuta e si conserva al museo delle Terme Romane. Anche fuori Bath Mansel era molto attiva. Fu imprigionata per una settimana dopo aver rotto le finestre del London War Office, era una grande amica di Lady Constance Lytton e nel 1913 visitò Christabel Pankhurst a Parigi. Mansel possedeva anche un appartamento a Londra dove poteva svolgere il suo attivismo in città.
Nel territorio di Sherborne intanto, dopo la visita di Lady Balfour, fu formata una sezione di attiviste e si tenne un incontro presso le Digby Assembly Rooms il mese successivo, la sera di venerdì 23 aprile 1909. L'incontro fu riportato sul Western Chronicle il 30 aprile 1909. Fu eletto un comitato locale che comprendeva uomini e donne di ogni ceto sociale. La presidente della filiale fu la signora Mildred Mansel.
Mildred morì a Morley's Croft, Binsted, Arundel, Sussex l'11 marzo 1942 e la sua morte fu registrata a Poole.